# Fortson (Washington)
Fortson az Amerikai Egyesült Államok északnyugati részén, Washington állam Snohomish megyéjében elhelyezkedő önkormányzat nélküli település.
Fortson postahivatala 1902 és 1954 között működött.